# 34. ceremonia wręczenia Europejskich Nagród Filmowych
34. ceremonia wręczenia Europejskich Nagród Filmowych odbyła się 11 grudnia 2021 roku w Berlinie. Ze względu na trwającą pandemię koronawirusa uroczystość miała charakter zdalny. Nominacje do nagród ogłoszono 9 listopada 2021 roku. 
Największym zwycięzcą tej edycji rozdania nagród został bośniacki film Aida w reżyserii Jasmili Žbanić. Obraz zdobył trzy statuetki w najważniejszych kategoriach (najlepszy film, reżyseria i aktorka). Trzema nagrodami wyróżniono duńską animację Przeżyć w reżyserii Jonasa Pohera Rasmussena. Po dwie statuetki otrzymał brytyjski dramat Ojciec Floriana Zellera oraz austriacka Wielka wolność Sebastiana Meise.

## Laureaci i nominowani

### Nagrody przyznawane przez członkówEFA

#### Najlepszy europejski film roku
- Aida, reż. Jasmila Žbanić
  -  Ojciec, reż. Florian Zeller
  -  Przedział nr 6, reż. Juho Kuosmanen
  -  Titane, reż. Julia Ducournau
  -  To była ręka Boga, reż. Paolo Sorrentino

#### Najlepszy europejski film komediowy
- Ninjababy, reż. Yngvild Sve Flikke
  -  Belle fille, reż. Méliane Marcaggi
  -  Sentimental, reż. Cesc Gay

#### Najlepszy europejski reżyser
- Jasmila Žbanić – Aida
  -  Julia Ducournau − Titane
  -  Radu Jude − Niefortunny numerek lub szalone porno
  -  Paolo Sorrentino − To była ręka Boga
  -  Florian Zeller – Ojciec

#### Najlepszy europejski aktor
- Anthony Hopkins – Ojciec
  -  Jurij Borisow – Przedział nr 6
  -  Vincent Lindon – Titane
  -  Tahar Rahim – Mauretańczyk
  -  Franz Rogowski – Wielka wolność

#### Najlepsza europejska aktorka
- Jasna Đuričić – Aida
  -  Seidi Haarla – Przedział nr 6
  -  Carey Mulligan – Obiecująca. Młoda. Kobieta.
  -  Renate Reinsve − Najgorszy człowiek na świecie
  -  Agathe Rousselle – Titane

#### Najlepszy europejski scenarzysta
- Christopher Hampton i  Florian Zeller – Ojciec
  -  Jasmila Žbanić − Aida
  -  Joachim Trier i Eskil Vogt − Najgorszy człowiek na świecie
  -  Radu Jude – Niefortunny numerek lub szalone porno
  -  Paolo Sorrentino – To była ręka Boga

### Nagrody techniczne

#### Najlepszy europejski operator
- Crystel Fournier − Wielka wolność

#### Najlepszy europejski kompozytor
- Nils Petter Molvær i  Peter Brötzmann – Wielka wolność

#### Najlepszy europejski montażysta
- Mucharam Kabułowa – Rozkurczając pięści

#### Najlepszy europejski scenograf
- Márton Ágh − W świetle dnia

#### Najlepszy europejski kostiumograf
- Michael O’Connor − Amonit

#### Najlepszy europejski dźwiękowiec
- Gisle Tveito i  Gustaf Berger − Niewiniątka

#### Najlepszy europejski charakteryzator
- Flore Masson, Olivier Afonso i Antoine Mancini − Titane

#### Najlepsze europejskie efekty specjalne
- Peter Hjorth i  Fredrik Nord – Lamb

### Nagrody dla filmów niefabularnych

#### Najlepszy europejski film animowany
- Przeżyć, reż. Jonas Poher Rasmussen
  -  Gdzie jest Anne Frank, reż. Ari Folman
  -  Moja mama gorylica, reż. Linda Hambäck
  -  Nawet myszy idą do nieba, reż. Denisa Grimmová i Jan Bubenícek
  -  Sekret wilczej gromady, reż. Tomm Moore i Ross Stewart

#### Najlepszy europejski film dokumentalny
- Przeżyć, reż. Jonas Poher Rasmussen
  -  Babi Jar. Kontekst, reż. Siergiej Łoznica
  -  Klasa pana Bachmanna, reż. Maria Speth
  -  Najpiękniejszy chłopiec na świecie, reż. Kristina Lindström i Kristian Petri
  -  Poskromiony ogród, reż. Salomé Jashi

#### Najlepszy europejski film krótkometrażowy
- Mój wujek Tudor, reż. Olga Lucovnicova
  -  Bella, reż. Thelyia Petraki
  -  Easter Eggs, reż. Nicolas Keppens
  -  In Flow of Words, reż. Eliane Esther Bots
  -  Pa vend, reż. Samir Karahoda

#### Najlepsza europejska produkcja telewizyjna – nagroda za innowacyjność
- Mały topór, reż. Steve McQueen

### Nagrody przyznawane przez krytyków

#### Największe europejskie odkrycie roku
- Obiecująca. Młoda. Kobieta., reż. Emerald Fennell
  -  Lamb, reż. Valdimar Jóhannsson
  -  Plac zabaw, reż. Laura Wandel
  -  Pleasure, reż. Ninja Thyberg
  -  Początek, reż. Dea Kulumbegaszwili
  -  Wielorybnik, reż. Filipp Jurjew

### Nagrody przyznawane przez publiczność

#### Nagroda publiczności dla najlepszego europejskiego filmu
- Kolektyw, reż. Alexander Nanau
  -  Boże Ciało, reż. Jan Komasa
  -  Na rauszu, reż. Thomas Vinterberg

#### Nagroda młodej widowni dla najlepszego filmu europejskiego dla nastolatków
- Wszyscy za jednego, reż. Johanne Helgeland
  -  Pinokio, reż. Matteo Garrone
  -  Sekret wilczej gromady, reż. Tomm Moore i Ross Stewart

#### Nagroda studentów szkół wyższych dla najlepszego europejskiego filmu
- Przeżyć, reż. Jonas Poher Rasmussen
  -  Aida, reż. Jasmila Žbanić
  -  Niepamięć, reż. Christos Nikou
  -  Wielka wolność, reż. Sebastian Meise
  -  Zdarzyło się, reż. Audrey Diwan

### Nagrody honorowe i specjalne

#### Europejska Nagroda Filmowa za osiągnięcia życia
- Márta Mészáros

#### Europejska Nagroda Filmowa za wkład w światowe kino
- Susanne Bier

#### Nagroda Eurimages dla najlepszego europejskiego koproducenta
- Maria Ekerhovd